# بریستول نوع ۹۲
بریستول نوع ۹۲ (به انگلیسی: Bristol Type 92) یک هواگرد ساختِ کارخانهٔ بریستول ایروپلین در کشور بریتانیا است . این هواگرد برای نخستین بار در ۱۳ نوامبر ۱۹۲۵ میلادی مورد استفاده قرار گرفت.